# Lupatapata
Pour les environs, voir Lupatapata (territoire).
Lupatapata est une localité, chef-lieu du territoire éponyme de la province du Kasaï oriental en république démocratique du Congo.

## Géographie
La localité est située à 40 km au nord du chef-lieu provincial Mbujimayi.

## Administration
Chef-lieu territorial de 18 623 électeurs recensés en 2018, la localité a le statut de commune rurale de moins de 80 000 électeurs, elle compte 7 conseillers municipaux en 2019.

## Population
Le recensement de la population date de 1984,.
| 1984 | 2004   | 2012   |
| ---- | ------ | ------ |
| -    | 15 390 | 19 432 |